# 杭州電子科技大学
杭州電子科技大学（こうしゅうでんしかぎだいがく、ピンイン：Hángzhōu Diànzǐ Kējì Dàxué、英名: Hangzhou Dianzi University）は、中国浙江省杭州市に本部を置く公立大学である。1956年に設置され、2015年4月に浙江省重点大学になった。大学の略称は杭電（ハンディアン）。

## 沿革
- 1956年3月 - 「杭州航空工業財経学校」設立。
- 1958年6月 - 「杭州航空工業学校」に改称。
- 1958年12月 - 「浙江機械専科学校」電機科を統合して「浙江機電専科学校」を設立。
- 1961年4月 - 「浙江機械工業学校」に改称。
- 1965年1月 - 「杭州無線電工業管理学校」に改称。
- 1970年2月 - 工場に変更し、「学軍機器廠」に改称。
- 1973年5月 - 改めて学校に変更し、「杭州無線電工業学校」に改称。
- 1980年5月 - 「杭州電子工業学院」に昇格。
- 2003年1月 - 「杭州出版学校」合併。
- 2004年5月 - 「杭州電子科技大学」に改称。

## キャンパス

### 下沙キャンパス
本部所在地である。

### 下沙東キャンパス
ソフトウェア工学学院のキャンパスである。

### 東岳キャンパス
杭州電子科技大学信息工程学院のキャンパスである。

### 青山湖キャンパス
杭州電子科技大学信息工程学院の新キャンパスである。

## 組織

### 党政管理部門
- 党委事務室、学長事務室
- 党委組織部
- 党委統戦部
- 党委宣伝部
- ニュースセンター
- 紀検監察事務室、会計検査事務室
- 発展企画、学科建設事務室
- 教務室
- 科学技術研究部
- 党委学生工作部
- 研究生院、党委研究生工作部
- 人事部
- 計画財務部
- 国際交流協力部、港澳台事務室
- キャンパス建設和管理部
- 実験室及び設備管理部
- 離退休工作部
- 保衛部
- 入学及び就職部
- 継続教育管理部
- 国有資産管理事務室

### 教育研究機関
- 機械工学学院
- 電子情報学院
- 通信工学学院
- オートメーション学院
- コンピューター学院
- 材料及び環境工学学院
- 生命情報及び計器工学学院
- ソフトウェア工学学院
- 理学院
- 経済学院
- マネージメント学院
- 会計学院
- 外国語学院
- ディジタルメディア及び芸術設計学院
- 人文及び法学院
- マルクス主義学院
- 体育及び芸術教学部
- 卓越学院
- 国際教育学院
- 浙江保密学院
- 継続教育学院

### 群団組織
- 労働組合
- 中国共産主義青年団杭州電子科技大学委員会

### 直属ユニット
- 図書館
- インターネット情報センター
- 仕入れセンター
- 校友工作事務室

### サービスユニット
- 後方勤務サービス総公司（杭州文一教育発展有限公司）

### 独立学院
- 杭州電子科技大学信息工程学院

## 対外関係
国際・学術交流等協定校
- 米国
  - カリフォルニア大学リバーサイド校（カリフォルニア州リバーサイド）
  - カリフォルニア州立大学サンバーナーディーノ校（カリフォルニア州サンバーナーディーノ）
  - ノースカロライナ大学シャーロット校（ノースカロライナ州シャーロット）
  - 西オレゴン大学（オレゴン州モンマス）
- ニュージーランド
  - NorthTec（ファンガレイ）
- 日本
  - 山梨大学（山梨県）
  - 埼玉工業大学（埼玉県）
- シンガポール
  - シンガポール国立大学（シンガポール）
- マレーシア
  - マレーシアプトラ大学（セランゴール州Serdang）
  - Universiti Utara Malaysia（ケダ州Sintok）
- トルコ
  - マルマラ大学（イスタンブール）
- 英国
  - イースト・ロンドン大学（ロンドン）
  - クイーンズ大学ベルファスト（ベルファスト）
  - コヴェントリー大学（コヴェントリー）
  - リヴァプール大学（リヴァプール）
  - セントラル・ランカシャー大学（プレストン）
- フランス
  - パリ第5大学（パリ）
  - レンヌ商科大学（レンヌ）
  - Institut supérieur de l'électronique et du numérique（トゥーロン）
- デンマーク
  - 南デンマーク大学（オーデンセ）
- スペイン
  - フアン・カルロス国王大学（マドリード州）
- スウェーデン
  - クリシャンスタード大学（スコーネ県クリシャンスタード市）
- ハンガリー
  - ペーチ大学（ペーチ）

## 大学関係者と組織

### 大学関係者一覧

#### 財界
- 易会満 - 中国工商銀行社長
- 馬雲 - アリババグループ創業者、会長

#### 芸能
- 鄭鈞 - ミュージシャン

## 参考
- 学校紹介
- 沿革
- 対外関係 - ウェイバックマシン（2016年9月24日アーカイブ分）